# Lloll Bertran
Pour les articles homonymes, voir Bertran.
Lloll Bertran, née à Igualada le 26 août 1957, est une actrice et chanteuse espagnole.

## Biographie
Née Maria Dolors Bertran i Díaz à Igualada, elle est connue sous son nom d'artiste Lloll Bertran. Elle étudie à l'Institut del Teatre de Barcelone, où elle est diplômée en art dramatique. 

Elle joue notamment dans Cyrano de Bergerac d'Edmond Rostand et entre dans la troupe de théâtre de Josep Maria Flotats. 

## Filmographie
- 1987 : Sinatra de Francesc Betriu
- 1989 : Gaudí de Manuel Huerga et Demasiado viejo para morir joven d'Isabel Coixet
- 2008 : Vicky Cristina Barcelona de Woody Allen.

## Théâtre
En 2023, elle joue avec le comédien Àlex Casanovas, dans Cartes d'amor, adaptation de la pièce Love letters d'A. R. Gurney.

## Distinctions
- 2008 : Prix Margarida Xirgu pour El show de la Lloll. 25 anys[7].